# كريم الهلالي
كريم الهلالي (بالفرنسية: Karim Helali)‏، ولد سنة 6 مايو 1970

 بمدينة أريانة، هو لاعب كرة يد تونسي سابق، أصبح فيما بعد مسؤول كرة يد ترأس الجامعة التونسية لكرة اليد منذ عام 2012 إلى عام 2014 ولفترة ثانية منذ سنة 2022.

## وصلات خارجية
- كريم الهلالي يعود لرئاسة اتحاد اليد التونسي موقع كوووة.
- الموقع الرسمي للجامعة التونسية لكرة اليد.